# Jaime Pedro Kohl

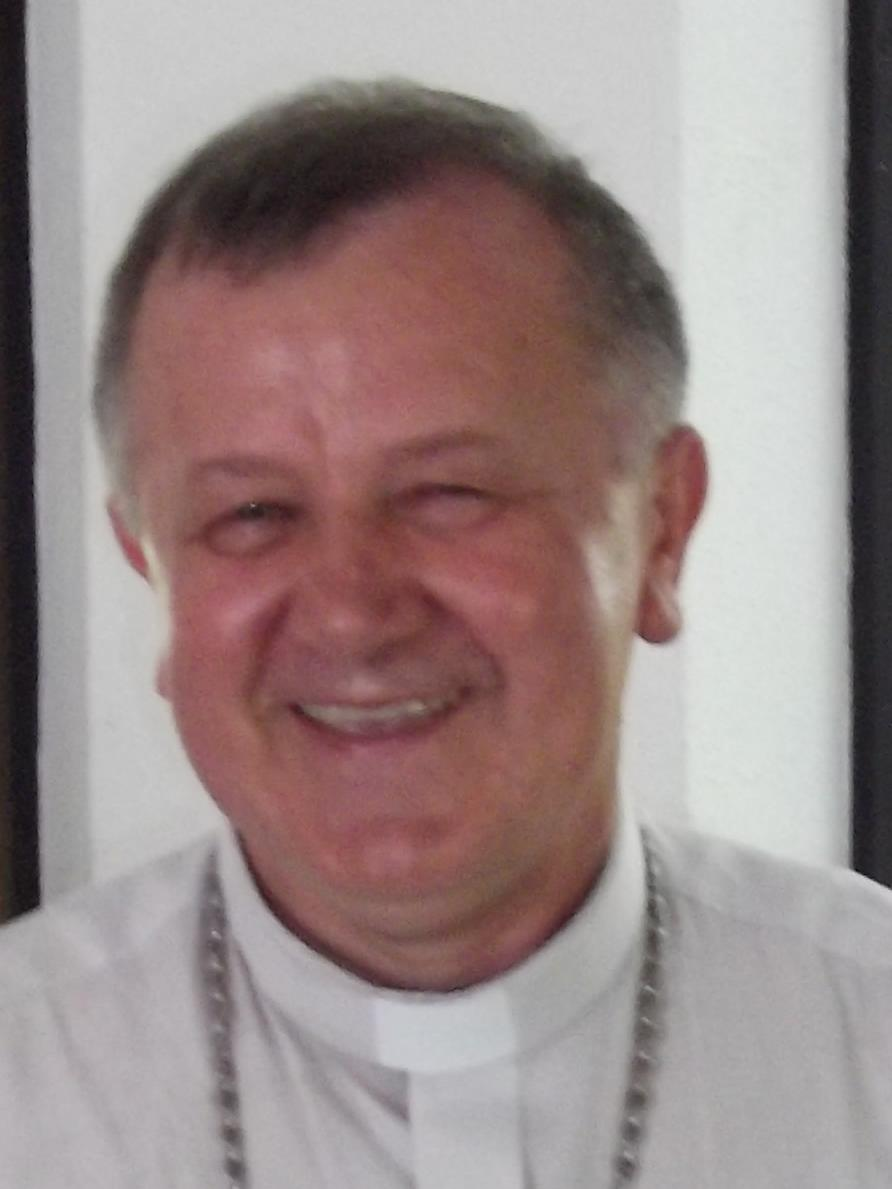
Bischof Jaime Pedro Kohl

Wappen von Jaime Pedro Kohl.

Jaime Pedro Kohl PSDP (* 12. Dezember 1954 in Salvador do Sul, Rio Grande do Sul, Brasilien) ist ein brasilianischer römisch-katholischer Ordensgeistlicher und Bischof von Osório.

## Leben
Jaime Pedro Kohl trat der Ordensgemeinschaft der Armen Diener der Göttlichen Vorsehung bei und empfing am 2. September 1984 das Sakrament der Priesterweihe.
Am 15. November 2006 ernannte ihn Papst Benedikt XVI. zum Bischof von Osório. Der emeritierte Bischof von Osório, Thadeu Gomes Canellas, spendete ihm am 4. Februar 2007 die Bischofsweihe; Mitkonsekratoren waren der Erzbischof von Porto Alegre, Dadeus Grings, und der Bischof von Caxias do Sul, Nei Paulo Moretto. Die Amtseinführung erfolgte am 11. März 2007.